# Кавернометрия
Кавернометрия (лат. caverna — пещера, полость + …метрия) — определение зависимости диаметра скважины от её глубины при помощи специальной измерительной аппаратуры. Один из методов геофизического исследования скважин. Кавернометрия производится специальными приборами, например рычажными каверномерами.
Для уточнения геологического разреза скважины и для обнаружения пластов-коллекторов используются кавернограммы (кривые изменения диаметра скважины вдоль её ствола). Они дают возможность контролировать состояние ствола скважины при бурении; выявлять интервалы, благоприятные для установки герметизирующих устройств; определять количество цемента, необходимого для герметизации затрубного пространства при обсадке скважины колонной труб.